# Helga und die Männer – Die sexuelle Revolution
Helga und die Männer – Die sexuelle Revolution ist ein deutscher Aufklärungsfilm aus dem Jahre 1969. Ruth Gassmann spielt hier zum dritten und letzten Mal, nach Helga – Vom Werden des menschlichen Lebens (1967) und Helga und Michael (1968), die Titelrolle. Felix Franchy spielt auch hier ihren Ehemann Michael.

## Handlung
Infolge der Studentenunruhen und der APO-Aktivitäten an bundesrepublikanischen Universitäten 1968 greift auch dieser neue „Helga“-Film ein Kernthema der Studentenschaft auf: die „sexuelle Revolution“. Helga will über dieses Thema für eine Illustrierte eine Reportage schreiben und bricht aus diesem Grund zu Recherchezwecken nach Südamerika auf, um vor Ort die lateinamerikanische Situation kennen zu lernen. In Brasilien beginnt sie eine Affäre mit dem Dolmetscher Carlos. Ihr Ehemann, der Biologe Michael, bearbeitet dasselbe Themenfeld aus einem ganz anderen Blickwinkel als dem soziologischen Helgas und möchte daheim vergleichende wissenschaftliche Studien vornehmen.
In Brasilien erweitert Helga derweil ihren Horizont, besucht die Favelas (Elendsviertel) der Großstadt und diskutiert mit Einheimischen, Studenten und Priestern über die Versäumnisse der Vergangenheit in partnerschaftlichen und sozialen Dingen, aber auch die Gefahren der Gegenwart, etwa in Gestalt eines unkontrollierten Bevölkerungswachstums, das die ökonomische Krise nur noch mehr verschärft. Wieder daheim findet Helga zu ihrem Ehemann zurück und die beiden haben ihre erste schwere Ehekrise glücklich überstanden.

## Produktionsnotizen
Helga und die Männer – Die sexuelle Revolution entstand im Winter 1968/69 und wurde am 24. April 1969 uraufgeführt. Die FSK ließ die ausführlichen Nacktbadeszenen unbeanstandet, entfernte aber das Statement eines Paters, der in Brasilien das katholische Hilfswerk Misereor leitet und eine vernünftige Geburtenregelung fordert. Die FSK sah darin eine „Verhetzung der Jugend gegen die katholische Kirche.“

## Kritik
Ponkie ging in der Abendzeitung vom 1. Mai 1969 auf die FSK-Entscheidung ein: „Es lohnt nicht, sich für einen so dünnen, trivialen Film (…) zu ereifern. Aber es ist skandalös, daß sich die FSK zum Sachwalter kirchlicher (nicht etwa religiöser!) Interessen macht.“
Das Lexikon des Internationalen Films fand, dass der Inszenierungsstil „wieder von jener buntgelackten Unbeholfenheit, die in ihren Szenen-Arrangements an Versandhauskataloge denken läßt“, sei und kam zum Schluss: „Im ganzen oberflächlich und banal.“